# Torre Vieja de Salou
La torre vieja de Salou (en catalán: Torre Vella de Salou) o torre de Carlos V es una torre de defensa construida en el municipio de Salou, Provincia de Tarragona, Cataluña, en el año 1530 con el objetivo de repeler los ataques y saqueos de piratas y corsarios sardos y sarracenos, que eran constantes en esta zona de la costa catalana.

## Historia
Fue construida a principios del siglo XVI a petición del Arzobispo de Tarragona, Pere de Cardona. En 1974 fue adquirida por el Ayuntamiento de la localidad e incorporada a su patrimonio artístico.

## Usos actuales
La Torre Vieja ha sido acondicionada para albergar bodas civiles, exposiciones y demás eventos culturales, que hacen de ella un importante equipamiento para los salouenses.